# Manfred Gieseler
Manfred „Fredy“ Gieseler (* 21. November 1933) ist ein ehemaliger deutscher Radrennfahrer.

## Sportliche Laufbahn
Gieseler war Bahnradsportler, hatte seine Laufbahn aber als Straßenfahrer begonnen. 1954 wurde er beim Sieg von Walter Becker Dritter im Rennen Rund um Dortmund und gewann das Rollberg-Rennen in Berlin. Von 1955 bis 1961 gewann er zahlreiche Medaillen bei den Deutschen Meisterschaften im Bahnradsport. 1957 wurde er Vize-Meister in der Einerverfolgung hinter Hans Mangold. In der Mannschaftsverfolgung wurde er fünfmal Vize-Meister.
Gieseler war Teilnehmer der Olympischen Sommerspiele 1956 in Melbourne. Er bestritt mit dem Vierer der gesamtdeutschen Olympiamannschaft die Mannschaftsverfolgung. Der Vierer mit Gieseler, Werner Malitz, Siegfried Köhler und Rolf Nitzsche schied überraschend bereits in der Vorrunde gegen das britische Team aus.
Er startete für den Verein Berliner RC Grün-Weiß 1921.